# Shafferia nubilus
Shafferia nubilus är en fjärilsart som beskrevs av Felder och Alois Friedrich Rogenhofer 1875. Shafferia nubilus ingår i släktet Shafferia och familjen fjädermott. Inga underarter finns listade i Catalogue of Life.